# Śrem Odlewnia
Śrem Odlewnia – nieczynny przystanek osobowy w Śremie, w województwie wielkopolskim, powstały z myślą o pracownikach śremskiej odlewni żeliwa.